# Яуйос-чинчанский кечуа
Яуйос-чинчанский кечуа (Huangáscar-Topará, Yauyos Quechua, Yauyos-Chincha Quechua) — собирательное обозначение для группы диалектов кечуа, из которых SIL International (бывший Летний институт лингвистики) выделяет яуйосский диалект (Yauyos Quechua), который распространён на северо-востоке провинции Кастровиррейна департамента Уанкавелика, на севере провинции Чинча депертамента Ика, в провинции Яуйос департамента Лима, и чинчанский диалект (Chincha Quechua), который распространён на юго-востоке провинции Яуйос депертамента Лима, на северо-западе провинции Кастровиррейна депертамента Уанкавелика и на северо-востоке провинции Чинча региона Ика в Перу.
У яуйосской разновидности есть много диалектов: апури, асангаро-уангаскар-чокосский (уангаскарский), какра-онгосский, уанкая-витисский, лараосский, мадеан-виньякский (мадеанский), сан-педро-де-уакарпананский, тана-линчанский (линчанский) и томас-алисский (алисский). По состоянию на январь 2010 года диалекты северной части провинции Яуйос — уанкая-витисский, лараосский и томас-алисский — более не имели носителей. Носителей же диалектов южной части провинции оставалось менее 450.